# Chicago Grand Opera Company
Chicago Grand Opera Company fu la ragione sociale di due diverse compagnie d'opera succedutesi nella città di Chicago negli Stati Uniti d'America, rispettivamente nel 1910-13 e 1933-35, prima della fondazione nel 1954 della Lyric Opera of Chicago.

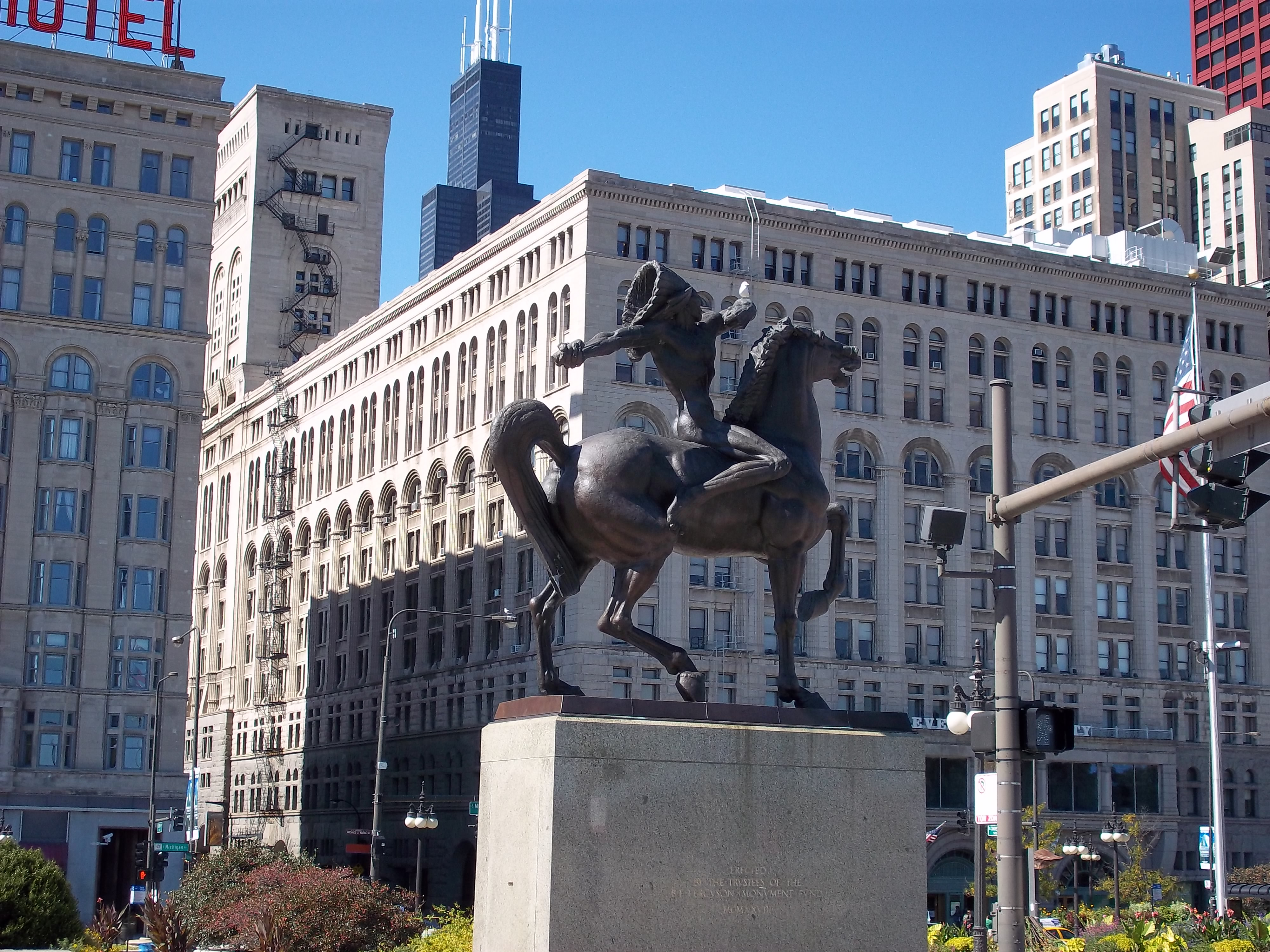
The Auditorium Building, sede degli spettacoli della prima Chicago Grand Opera Company (1910-13)

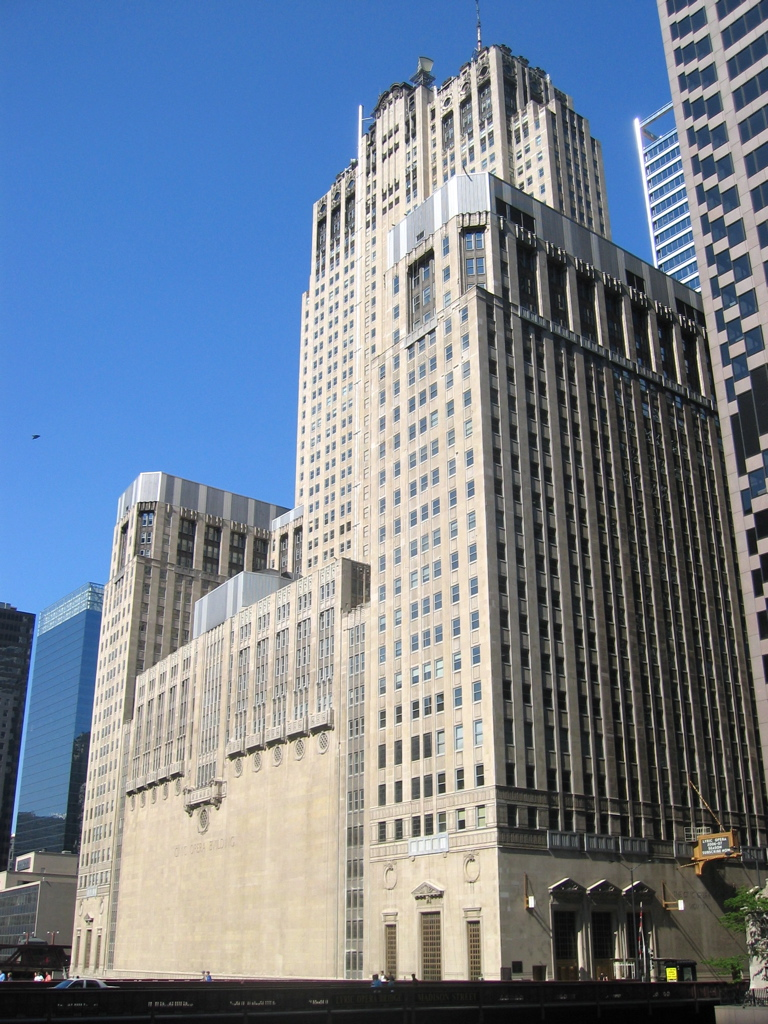
The Civic Opera House, sede degli spettacoli della seconda Chicago Grand Opera Company (1933-35)

## Storia
La prima opera lirica ad essere rappresentata a Chicago fu La sonnambula di Vincenzo Bellini il 29 luglio 1850. Già nel 1865 la città ebbe il suo primo teatro dell'opera, il Crosby's Opera House, ma esso rimase distrutto nel Grande incendio di Chicago del 1871. Un nuovo teatro, il Chicago Opera House fu aperto nel 1885, ma la sua importanza fu subito oscurata dalla costruzione di un nuovo grandioso teatro dell'opera, il Chicago Auditorium Theater da 4.200 posti, inaugurato il 10 dicembre 1889 con Romeo e Giulietta (Gounod). I tempi erano ormai maturi per la creazione anche a Chicago di una compagnia stabile d'opera, simile a quelle già esistenti a San Francisco e a New York.

### La primaChicago Grand Opera Company(1910-13)
La prima Chicago Grand Opera Company produsse quattro stagioni d'opera al Chicago Auditorium Theater dal 1910 al 1913. Promossa da membri della disciolta Manhattan Opera Company di New York, essa fu la prima compagnia stabile d'opera della città di Chicago. Ne è direttore Cleofonte Campanini, con il patronato di Harold Fowler McCormick.
La compagnia inaugura le sue attività il 3 novembre 1910 con una spettacolare produzione di Aida di Giuseppe Verdi, cui segue Pelléas et Mélisande di Claude Debussy con Mary Garden.
Oltre ad essere un noto direttore d'orchestra Cleofonte Campanini era il fratello minore del tenore Italo Campanini, che si era esibito anche a Chicago, e il cognato di Luisa Tetrazzini. Grazie al suo prestigio e alle sue connessioni, riesce ad attrarre a Chicago alcuni tra i maggiori interpreti d'opera dell'epoca, inclusi Paul Althouse, Marguerite Bériza, Armand Crabbé, Charles Dalmorès, Enrica Clay Dillon, Jenny Dufau, Hector Dufranne, Minnie Egener, Amy Evans, Mary Garden, Jeanne Gerville-Réache, Orville Harrold, Gustave Huberdeau, Frances Ingram, Lydia Lipkowska, Vanni Marcoux, Carmen Melis, Lucien Muratore, Giovanni Polese, Albert Reiss, Myrna Sharlow, Tarquinia Tarquini, Luisa Tetrazzini, Alice Zeppilli, e Nicola Zerola. Tra gli spettacoli di maggior rilievo si segnalano le prime delle opere Natoma (1911) di Victor Herbert e I dispettosi amanti (1912) di Attilio Parelli. Altre opere furono per la prima volta rappresentate negli Stati Uniti: Quo vadis (1911) di Jean Nouguès, Das Heimchen am Herd (1912) di Karl Goldmark, e Cristoforo Colombo (1913) di Alberto Franchetti.
La compagnia inoltre si esibiva diversi mesi ogni anno al Metropolitan Opera House di Filadelfia sotto il nome  Philadelphia-Chicago Grand Opera Company .
Nonostante i successi ottenuti, i ricavi economici si dimostrarono insufficienti a mantenere in vita la compagnia, che si sciolse nel 1913.
Negli anni seguenti si succedettero altre due compagnie: la Chicago Opera Association (1915-21) e la Chicago Civic Opera (1922-31), con sede sempre al Chicago Auditorium Theater e quindi dal 1929 al nuovo Civic Opera House.

### La secondaChicago Grand Opera Company(1933-35)
Nel 1933, dopo il collasso della Chicago Civic Opera, si formò una nuova compagnia che riprese il vecchio nome di Chicago Grand Opera Company. La compagnia ebbe George Woodruff come presidente e Paolo Longone come direttore generale. La prima produzione della nuova compagnia fu Tosca il 26 dicembre 1932.
Anche questo ennesimo tentativo di reintrodurre il teatro d'opera nella grande metropoli dell'Illinois tuttavia ebbe vita breve, non andando oltre la realizzazione di tre stagioni al Civic Opera House dal 1933 al 1935. Ristrettezze economiche costrinsero la compagnia a puntare su meno costosi artisti americani, piuttosto che su popolari cantanti europee. La Chicago Grand Opera Company cessò di operare nel dicembre 1935.
Seguirono due altre compagnie: la Chicago City Opera Company (1935-39) e la Chicago Opera Company (1940-46), ma sarà solo con la fondazione nel 1954 della Lyric Opera of Chicago che la capitale dell'Illinois avrà finalmente una sua compagnia stabile dell'opera, tuttora operante.